# Grochowscy herbu Kuszaba
Grochowscy herbu Kuszaba – polski ród szlachecki.

## Historia
Rodzinnymi posiadłościami były wsie Grochów i Grochówek w Wielkopolsce w powiecie poznańskim. Według dostępnych źródeł Grochowscy pieczętujący się herbem Kuszaba (inna nazwa Paprzyca) posiadali majątki w okolicach Łęczycy oraz w ziemi chełmińskiej.